# Работник месяца (Клан Сопрано)
«Работник месяца» (англ. «Employee of the Month») — тридцатый эпизод сериала канала HBO «Клан Сопрано» и четвёртый эпизод третьего сезона шоу. Сценарий написали Робин Грин и Митчелл Бёрджесс, режиссёром стал Джон Паттерсон и премьера состоялась 18 марта 2001 года.

## В ролях
- Джеймс Гандольфини — Тони Сопрано
- Лоррейн Бракко — д-р Дженнифер Мелфи
- Эди Фалко — Кармела Сопрано
- Майкл Империоли — Кристофер Молтисанти
- Доминик Кьянезе — Коррадо Сопрано-мл. *
- Стивен Ван Зандт — Сильвио Данте
- Тони Сирико — Поли Галтьери
- Роберт Айлер — Энтони Сопрано-мл. *
- Джейми-Линн Сиглер — Медоу Сопрано
- Дреа де Маттео — Адриана Ля Сёрва
- Аида Туртурро — Дженис Сопрано
- Федерико Кастеллуччио — Фурио Джунта
- и Джо Пантолиано — Ральф Сифаретто

* = указаны только

### Приглашённые звёзды
- Шэрон Анджела — Розали Април
- Питер Богданович — доктор Эллиот Купферберг
- Дениз Борино — Дженни Сакримони
- Джейсон Кербоне — Джеки Април-мл.
- Винс Куратола — Джонни Сэк
- Джон Фиори — Гиги Честоне
- Оксана Лада — Ирина Пельцин
- Уилл Маккормак — Джейсон ЛаПенна
- Марио Полит — Джисус Росси
- Питер Ригерт — Рональд Зеллман
- Ричард Романус — Ричард ЛаПенна

## Сюжет
Доктор Мелфи решает, что, поскольку у Тони был прорыв на предыдущей терапии, он готов пойти к поведенческому терапевту. Тони обижается, убеждённый, что Мелфи пытается передать его кому-то другому. Она быстро меняет тему, спросив Тони, что нового с его жизнью. Тони продолжает рассказывать ей о проблемах со своими детьми. Доктор Мелфи предлагает, чтобы он привёл Кармелу на терапевтические сеансы. Тони чувствует себя некомфортно по поводу этой идеи.
Джон "Джонни Сэк" Сакримони, подручный преступной семьи Лупертацци, тихо переезжает в Нью-Джерси вместе со своей женой, Джинни. Они удивлены визитом от Тони Сопрано, который расстроен из-за того,что Джонни раньше не упоминал о переезде, и Тони боится растущей помехи от Джонни и его соратников. Джонни объясняет, что Джинни хочет быть поближе со своими сёстрами, и что у него уже есть квартира в Пойнт-Плезанте, Нью-Джерси. Кроме того, он уверяет Тони, что он не будет "совать свой клюв" в семейный бизнес в Нью-Джерси. Затем, он приглашает Тони на новоселье, вместе с некоторыми мафиози из своей семьи.
Между тем, когда Мелфи покидает свой офис поздно вечером, на неё нападает мужчина в гараже, где никого в округе нет. Он хватает её сзади и тащит её в подъезд, где он жестоко насилует её. В больнице, она узнаёт, что её нога сильно повреждена. У неё также есть синяки на лице. Присутствующий детектив говорит ей, что насильника зовут Джисус Росси, и что он был задержан. Её сын, Джейсон, хочет отомстить насильнику, но Ричард ЛаПенна (бывший муж Мелфи, с которым она снова начала встречаться) говорит Джейсону дать полиции с этим справиться. На следующий день, Ричард звонит детективам, которые сообщает ему, что Росси был выпущен по техническим причинам, из-за неправильного задержания. Узнав об освобождении Росси, Мелфи очень сильно расстраивается и напугана. Позже, покупая сэндвич в закусочной, она замечает табличку с указанием, что Росси является "Работником месяца" этого заведения; она роняет газировку и выбегает из здания.
Позже, Мелфи снится покупка газировки в автомате, который помещён в центре её офиса, и берёт макароны для валюты. После внесения макаронины в монетоприёмник, она засовывает руку в автомат, чтобы достать газировку, только её рука застревает. Находясь в ловушке, ей снится огромный ротвейлер, который пугает её, но потом она видит насильника, идущего, чтобы напасть на неё снова. В то время как он медленно двигает рукой по её ноге вверх к юбке, собака злобно атакует Росси, терзая его, когда он молит о пощаде. Когда Мелфи пробуждается, она испытывает чувство облегчения. Позже, она описывает свой сон психотерапевту, доктору Эллиоту Купфербергу, и понимает его смысл: огромная собака, защищающая её, на самом деле Тони Сопрано,который бы мог отомстить от её лица. Однако, Мелфи уверяет Купферберга, что хотя система правосудия подвела её, она не обратится к Тони за помощью, хотя она упоминает, что идея, что она с лёгкостью могла бы убить Росси, сказав Тони, принесла ей огромное удовольствие.
Ральф Сифаретто начинает демонстрировать отцовскую заинтересованность в Джеки Априле-мл., сыне своей подруги, Розали Април. Во время ужина в Nuovo Vesuvio, Ральф спрашивает Джеки, есть ли у него в настоящее время любовные увлечения;затем рекомендует ему Медоу Сопрано. Вскоре после этого, Ральф берёт Джеки помочь собрать деньги от клиента, который отказывается платить, спровоцируя мужчина на драку. Джеки и Ральфу удаётся вырубить его и взять деньги из его бумажника, и Ральф и даёт Джеки большой "срез". Узнав об этом, Тони предупреждает Ральфа держать Джеки подальше от семьи, так как Тони обещал отцу Джеки, что его сын не будет частью мафиозной жизни. Из-за того, что Ральф взял Джеки в свои криминальные предприятия, Тони в конечном счёте отказывается повысить Ральфа до капо в команде Эйприл, взяв на эту должность Джиджи Честоне вместо него. Ральф разочарован.
После отказа смириться с протезной ногой Светланы Кириленко, Дженис навещает два русских бандита. Русские атакуют Дженис и заставляют вернуть ногу, которая находится в шкафчике для боулинга. Тони навещает Дженис в больнице и злобно объясняет, что из-за того, что русские физически напали на его сестру, он теперь будет обязан сделать ответный ход "уважение семьи и защита имени", что будет стоить Тони времени и денег. Дженис затем говорит ему, что она упала на самое дно и "нашла Бога", что приведёт к её выздоровлению, и говорит Тони, который в замешательстве, что она "прощает" Светлану за то, что случилось.
Во время их следующего сеанса, Мелфи начинает плакать, когда Тони соглашается увидеть поведенческого психотерапевта, затем он пытается утешить её. Тони спрашивает её, что случилось, но она уговаривает его сесть на место и продолжить сеанс. Тони спрашивает Мелфи, хочет ли она сказать ему что-нибудь. После напряжённой паузы, Мелфи говорит: "Нет."

## Впервые появляется
- Джинни Сакримони: Жена Джонни Сэка.

## Название
- Доктору Мелфи случается увидеть изображение насильника на стене как "Работник месяца" в местной закусочной.

## Награды
- Сценаристы эпизода, Робин Грин и Митчелл Бёрджесс, выиграли премию «Эмми» за лучший сценарий драматического сериала в 2001 году.
- Лоррейн Бракко была номинирована на премию «Эмми» за лучшую женскую роль в драматическом сериале в третьем сезоне, и она выдвинула этот эпизод. Несмотря на то, что она является любимчиком критиков, она проиграла награду созвезде Эди Фалко, которая выдвинула эпизод "Второе мнение".

## Производство
- Создатель сериала, Дэвид Чейз, говорит о сюжетной линии изнасилования и тех, кто ожидает мести от Тони: "Если вы выросли на жёсткой диете из голливудских фильмов и сетевого телевидения, вы начинаете думать, 'Очевидно, здесь будет немного морального учёта.' Мир не так устроен. Всё сводится к тому, почему вы смотрите. Если всё, что вы хотите, так это увидеть большого Тони Сопрано, берущего голову парня и ударить ею по стене, как дыней… Суть в том, что Мелфи, несмотря на боль и страдания, сделала свой нравственный, этический выбор и мы должны аплодировать ей за это. Вот и вся история."[2]
- Дениз Борино (Джинни Сакримони) выиграла свою роль, присутствуя на открытом кастинге; она раньше никогда не играла профессионально.

## Музыка
- Песня, играющая в финальных титрах - "Fisherman's Daughter" в исполнении Даниэля Лануа.
- Песня, играющая, когда Ральфи и Джеки Април-мл. едят в Vesuvio - "Speedo" в исполнении The Cadillacs.
- В сцене, когда Дженис Сопрано тренируется на гитаре, она практикует "(I Can’t Get No) Satisfaction" в исполнении The Rolling Stones.
- В сцене, где доктор Мелфи была в закусочной (прежде чем сбежать), слышна песня Бритни Спирс, "Oops!… I Did It Again".
- Песня, играющая в клубе "The Bada Bing Club" - "Love Rollercoaster" в исполнении Ohio Players.
- Песня, играющая во время новоселья Сакримони - "Americano" в исполнение Brian Setzer Orchestra.

## Отсылки
- Персонаж Лоррейн Бракко был изнасилован Джисусом Росси, или Дж. Росси. В фильме «Славные парни», у персонажа Лоррейн Бракко также есть заклятый враг по имени Дж. Росси (Дженис Росси), с которой спит её муж.